# Nilsu Berfin Aktaş
Nilsu Berfin Aktaş (* 17. August 1998 in Ankara) ist eine türkische Schauspielerin.

## Leben und Karriere
Aktaş wurde am 17. August 1998 in Ankara geboren. Ihr Debüt gab sie 2019 in der Fernsehserie Kuzey Yıldızı İlk Aşk. Zwischen 2021 und 2022 spielte sie in der Serie Benim Hayatım die Hauptrolle. Ihre nächste Hauptrolle bekam sie 2022 in Kalp Yarası. 
Am 4. Dezember gewann sie die Auszeichnung Altın Kelebek als „Yıldızı Parlayanlar“ (Strahlender Stern). Von 2022 bis 2023 war Aktaş in der Serie Gelsin Hayat Bildiği Gibi zu sehen. Untern anderem setzte sie 203 ihre Karriere in Yaz Şarkısı fort. Von 2021 bis 2023 war sie mit Serdar Sertçelik verheiratet.

## Filmografie
Serien
- 2019–2021: Kuzey Yıldızı İlk Aşk
- 2021–2022: Benim Hayatım
- 2022: Kalp Yarası
- 2022–2023: Gelsin Hayat Bildiği Gibi
- 2023: Yaz Şarkısı
- 2024: Korkma Ben Yanındayım

Sendungen
- 2022: O Ses Türkiye Yılbaşı Özel

## Auszeichnungen

### Gewonnen
- 2022: 48. Altın Kelebek Ödülleri in der Kategorie „Yıldızı Parlayanlar“[4]